# Campanari-Talabér Márta
Campanari-Talabér Márta (Veszprém, 1972. január 27.) magyar tanár, politikus, 2010 és 2014 között országgyűlési képviselő. 2010 óta Várpalota polgármestere.

## Élete
1972-ben született Veszprémben. Szülei Talabér Sándor vegyésztechnikus és Horváth Rozália csecsemőgondozó. 1990-ben érettségizett a várpalotai Thuri György Gimnáziumban.
1997-ben a berhidai Faluház művelődésszervezője volt. 
Férje az olasz származású Gianfranco Campanari, kinek nevét felvette.

### Politikai pályafutása
1990-től a Fidesz tagja, 1994-től a párt berhidai csoportjának elnöke, majd 1999-től az országos választmány tagja. 1998-tól a Fidesz–MDF–MKDSZ–MDNP Veszprém megyei közös önkormányzati képviselő csoportjának tagja volt. 
A 2010-es országgyűlési választásokon a Fidesz-KDNP közös jelöltjeként indult a Veszprém megyei 5. sz. választókerületben, ahol a választások 2. fordulójában egyéni mandátumot szerzett. A 2010-es magyarországi önkormányzati választást követően 2010. október 7-étől Várpalota polgármestere. 2014-ben, 2019-ben és 2024-ben is újraválasztották.

## Díjai, kitüntetései
- Magyar Érdemrend Lovagkeresztje polgári tagozata (2018)[3]

## Külső hivatkozások
- Parlamenti adatlapja
- Életrajza az Eötvös Károly Megyei Könyvtár honlapján